# Anna Akhmanova

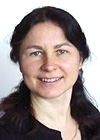
Anna Akhmanova

Anna Sergeevna Akhmanova (russisch Анна Сергеевна Ахманова; * 11. Mai 1967 in Moskau) ist eine russischstämmige Zellbiologin, die Professorin an der Universität Utrecht ist.

## Beruflicher Werdegang
Anna Akhmanova studierte Biochemie und Molekularbiologie an der Lomonossow-Universität und wurde 1997 an der Radboud-Universität Nijmegen promoviert. Als Post-Doktorandin war sie an der Universität Nijmegen und am Erasmus Medical Center der Universität Rotterdam, wo sie ab 2001 eine eigene Forschungsgruppe hatte. 2011 wurde sie Professorin für Zellbiologie an der Universität Utrecht.

## Forschungsschwerpunkte
Sie befasst sich mit dem Cytoskelett, speziell den Mikrotubuli, dessen Dynamik und dessen Rolle in der Embryologie und bei Krankheiten. Ihre Gruppe untersucht dabei auch Zellkulturen in dreidimensionalen Matrizen mit hochauflösender Mikroskopie. Untersucht werden auch Dynamik auf Protein-Ebene und Vesikeltransport. Insbesondere untersuchte sie Proteine, die mit den Plus-Enden von Mikrotubuli wechselwirken (Microtubule Plus End Tracking Proteins, +TIP) und die Dynamik der Mikrotubuli regulieren und mit verschiedenen Zellstrukturen wechselwirken (Aktin-Skelett, Fokale Adhäsion, Zell-Zell-Kontakt). Außerdem untersuchten sie in jüngerer Zeit auch die am Minusende der Mikrotubuli ansetzenden Proteine (-TIP), die weniger gut verstanden werden, und sie untersuchte Vesikeltransport, der mit Mikrotubuli zusammenhängt. Die Motorproteine Kinesin und Dynein koppeln an die Mikrotubuli und Organellen oder Vesikel und sorgen für den langreichweitigen Transport längs diesen, wobei Kinesin an das Plus-Ende und Dynein an das Minus-Ende der Mikrotubuli bindet. Die Gruppe von Akhmanova untersuchte besonders das Dynein und dessen Link-Bildung, die Wechselwirkung mit Kinesin und die mit den Motorproteinen verbundenen Signalwege. Die Forschung hat Auswirkungen auf das Studium abnormer Zellvermehrung, der Zellteilung und des intrazellulären Transports von Pathogenen (Infektionskrankheiten und neurodegenerative Erkrankungen).
2011 bis 2017 stand sie der niederländischen Gesellschaft für Mikroskopie vor.

## Ehrungen und Auszeichnungen
Sie ist Mitglied der Königlich Niederländischen Akademie der Wissenschaften (2015) und der European Molecular Biology Organization (EMBO). 2018 erhielt sie den bedeutendsten niederländischen Wissenschaftspreis, den Spinoza-Preis.
Sie arbeitet teilweise mit Marileen Dogterom zusammen, mit der sie einen ERC Synergy Grant erhielt.